# 전쟁책임 재판 (핀란드)

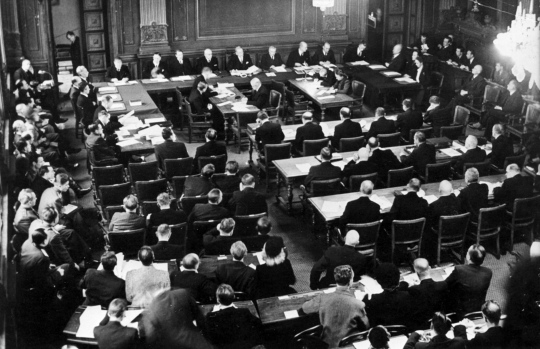

전쟁책임 재판(핀란드어: Sotasyyllisyysoikeudenkäynti 소타쉴리쉬소이케우덴캐윈트[*], 스웨덴어: Krigsansvarighetsprocessen)은 제2차 세계 대전이 끝난 뒤 "1941년에 핀란드가 소련 및 영국과 전쟁을 하게 만들거나 평화를 저해한 데 영향을 끼친 것이 명백한" 죄를 저지른 전시 지도자들을 심판한다는 명목으로 열린 재판이다. 다른 2차대전 전후 전범재판들과 달리 핀란드의 전쟁책임 재판은 국제 재판이 아니었고 핀란드 국내법에 따라 핀란드인들로 구성된 재판부가 재판을 진행했다. 1945년 11월부터 공판이 시작되어 1946년 2월 선고가 내려졌다. 재판부는 핀란드 최고재판소장, 핀란드 최고행정재판소장, 헬싱키 대학교 교수 한 명, 의회의원 12명으로 이루어져 있었다.
피고들에게는 징역 2년에서 징역 10년까지의 판결이 내려졌지만, 애초 겨울전쟁이 소련의 침공으로 시작했기 때문에 계속전쟁에 대한 "책임"을 물어 자기네 국가지도자들을 전범 취급하는 것은 핀란드인들에게 "승자의 정의"로 보였고 이에 대한 여론은 매우 나빴다. 1947년 8월 29일 파리 강화조약이 소련에서 비준되면서 연합국 통제위원회가 9월 26일 핀란드를 떠나자 그 즉시 핀란드는 피고들을 풀어주기 시작했다. 신임 대통령 파시키비는 1947년 10월에 쿠코넨과 레이니카를, 12월에 람사위를 가석방했으며 나머지도 형기의 절반을 채운 시점에서 가석방했다. 1949년 5월 19일 파시키비는 가석방 상태이던 뤼티, 랑겔, 탄네르, 링코미에스, 키비매키를 모두 사면복권시켰다.

## 피고 목록

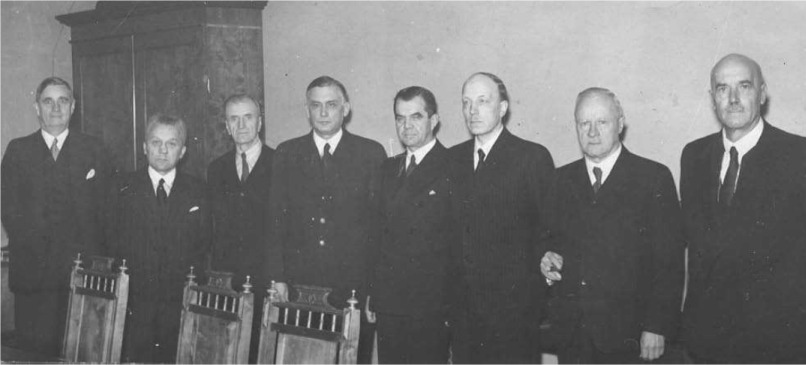
왼쪽에서 오른쪽으로: 헨리크 람사위, 튀코 레이니카, 안티 쿠코넨, 에드빈 링코미에스, 유카 랑겔, 리스토 뤼티, 배이뇌 탄네르, 토이보 키비매키.

| 피고              | 직위                         | 판결       |
| ----------------- | ---------------------------- | ---------- |
| 리스토 뤼티       | 제5대 공화국 대통령          | 징역 10년  |
| 유카 랑겔         | 제15대 총리                  | 징역 6년   |
| 에드빈 링코미에스 | 제16대 총리                  | 징역 5.5년 |
| 배이뇌 탄네르     | 조달장관; 재무장관; 무역장관 | 징역 5.5년 |
| 토이보 키비매키   | 주 독일 핀란드 대사          | 징역 5년   |
| 헨리크 람사위     | 제19대 외무장관              | 징역 2.5년 |
| 안티 쿠코넨       | 교육장관                     | 징역 2년   |
| 튀코 레이니카     | 각료                         | 재무차관   |

## 같이 보기
- 평화에 반한 죄
- 켈로그-브리앙 조약
- 뉘른베르크 국제군사재판
- 보여주기 재판